# Xã Chester, Quận Wabash, Indiana
Xã Chester (tiếng Anh: Chester Township) là một xã thuộc quận Wabash, tiểu bang Indiana, Hoa Kỳ. Năm 2010, dân số của xã này là 8.009 người.